# Two Weeks (serie televisiva)
Two Weeks (투윅스?, Tu-wikseuLR) è una serie televisiva sudcoreana trasmessa su MBC dal 7 agosto al 26 settembre 2013.

## Trama
Jang Tae-san, un gangster di piccolo calibro che ha imparato a sopravvivere con pugni e ingegno, si innamora dell'universitaria Seo In-hye, capace di vedere il suo buon cuore dietro l'aspetto da duro. Quando la ragazza resta incinta, Tae-san decide di cambiare vita, ma il suo capobanda, Moon Il-seok, minaccia di uccidere In-hye se il giovane non farà da capro espiatorio e andrà in prigione al posto suo. Così, Tae-san dice a In-hye di abortire e la lascia crudelmente, prima di iniziare a scontare la condanna in carcere.
Otto anni dopo, Tae-san gestisce un piccolo banco dei pegni. Un giorno, In-hye si presenta inaspettatamente da lui, dicendogli che ha tagliato i ponti con la propria famiglia dopo aver deciso di tenere la loro bambina. Alla piccola Soo-jin, però, è stata diagnosticata la leucemia e necessita di un trapianto di cellule staminali ematopoietiche. Scosso dalla scoperta di essere padre e intenzionato a fare qualcosa di buono nella vita, Tae-san acconsente a sottoporsi all'intervento chirurgico, previsto da lì a due settimane. Tuttavia si ritrova coinvolto in un intrigo politico quando Il-seok cospira per farlo accusare dell'omicidio di un'agente sotto copertura che si era infiltrata nella banda dietro ordine della procuratrice Park Jae-kyung. Tae-san viene arrestato dal detective Im Seung-woo, attuale fidanzato di In-hye. Durante il trasporto, però, l'auto della polizia resta coinvolta in un incidente stradale e Tae-san fugge. Diventato un latitante, è inseguito sia dalla polizia che da un assassino, e inizia una lotta disperata per restare in vita e riuscire ad arrivare al giorno dell'intervento di sua figlia.

## Personaggi

### Personaggi principali
- Jang Tae-san, interpretato da Lee Joon-gi
- Park Jae-kyung, interpretata da Kim So-yeon
- Im Seung-woo, interpretato da Ryu Soo-young
- Seo In-hye, interpretata da Park Ha-sun
- Jo Seo-hee, interpretato da Kim Hye-ok
- Moon Il-seok, interpretato da Jo Min-ki
- Seo Soo-jin, interpretata da Lee Chae-mi

### Personaggi secondari
- Signor Kim, interpretato da Song Jae-rim
Assassino assoldato da Il-seok per uccidere Tae-san prima che venga catturato dalla polizia.
- Park Ji-sook, interpretato da Kim Hyo-seo
Dottore di Soo-jin.
- Procuratore capo Han Jung-woo, interpretato da Um Hyo-sup
- Procuratore Do Sang-hoon, interpretato da Yoon Hee-seok
- Kim Min-soo, interpretato da Yeo Ui-joo
- Yang Taek-nam, interpretato da Jung In-gi
- Kim Sang-ho, interpretato da Baek Seung-hoon
- Jin Il-do, interpretato da Ahn Yong-joon
- Oh Mi-sook, interpretata da Im Se-mi
- Im Hyung-jin, interpretato da Park Joo-hyung
- Hwang Dae-joon, interpretato da Kim Bup-rae
- Jang Seok-doo, interpretato da Kim Young-choon
- Han Chi-gook, interpretato da Chun Ho-jin
- Go Man-seok, interpretato da Ahn Se-ha
- Jo Dae-ryong, interpretato da Bae Je-ki
- Jang Young-ja, interpretata da Park Ha-na
- Kim Sung-joon, interpretato da Kang Ha-neul
- So-young, interpretata da Hyun Nam
- Im Ki-ho, interpretato da Nam Kyung-eup
- Studente, interpretato da Ahn Daniel
- Partoriente, interpretata da Park Grina
- Padre di Jae-kyung, interpretato da Go In-beom
- Donna sorda, interpretata da Seo Yi-sook
- Figlia della donna sorda, interpretata da Chae Bin

## Ascolti
| Episodio | Data di trasmissione | Dati TNMS           | Dati TNMS                  | Dati AGB            | Dati AGB                   |
| Episodio | Data di trasmissione | A livello nazionale | Area metropolitana di Seul | A livello nazionale | Area metropolitana di Seul |
| -------- | -------------------- | ------------------- | -------------------------- | ------------------- | -------------------------- |
| 1        | 7 agosto 2013        | 7,6%                | 8,7%                       | 7,5%                | 8,9%                       |
| 2        | 8 agosto 2013        | 7,7%                | 9,2%                       | 8,0%                | 9,8%                       |
| 3        | 14 agosto 2013       | 10,3%               | 12,8%                      | 10,0%               | 12,1%                      |
| 4        | 15 agosto 2013       | 8,8%                | 10,5%                      | 9,2%                | 11,1%                      |
| 5        | 21 agosto 2013       | 8,6%                | 10,9%                      | 8,1%                | 9,1%                       |
| 6        | 22 agosto 2013       | 9,2%                | 10,4%                      | 10,1%               | 12,0%                      |
| 7        | 28 agosto 2013       | 8,5%                | 10,7%                      | 9,4%                | 10,3%                      |
| 8        | 29 agosto 2013       | 9,0%                | 10,4%                      | 11,5%               | 13,4%                      |
| 9        | 4 settembre 2013     | 9,8%                | 11,4%                      | 9,5%                | 10,6%                      |
| 10       | 5 settembre 2013     | 9,9%                | 10,8%                      | 9,9%                | 11,3%                      |
| 11       | 11 settembre 2013    | 9,4%                | 11,1%                      | 9,5%                | 10,8%                      |
| 12       | 12 settembre 2013    | 9,4%                | 11,2%                      | 11,0%               | 12,4%                      |
| 13       | 18 settembre 2013    | 8,3%                | 9,7%                       | 8,7%                | 10,0%                      |
| 14       | 19 settembre 2013    | 8,6%                | 10,4%                      | 8,8%                | 9,7%                       |
| 15       | 25 settembre 2013    | 9,3%                | 10,5%                      | 9,4%                | 10,8%                      |
| 16       | 26 settembre 2013    | 10,4%               | 11,9%                      | 11,0%               | 12,9%                      |
| Media    | Media                | 9,1%                | 10,7%                      | 9,5%                | 11,0%                      |

## Colonna sonora
1. Run – Nell
2. Hitting My Heart (가슴을 쳐봐도) – Kim Bo-kyung
3. Don't Cry, My Love (울지마 사랑아) – The One
4. This is the Person (이 사람이다) – Dick Punks
5. The Day You Come (니가 오는 날) – Yoo Seung-woo
6. Love Leaves (사랑이 떠난다) – Ahn Ye-seul
7. Turning – Toxic
8. Hitting My Heart (Acoustic Ver.) (가슴을 쳐봐도 (Acoustic Ver.)) – Kim Bo-kyung
9. Two Weeks Title
10. Two Weeks Memories
11. I Am Your Father
12. Time
13. Lost Memories
14. Two Weeks Memories (Orchestra Ver.)
15. Two Weeks Memories (Slow Ver.)
16. Two Weeks Memories (Tension Ver.)
17. Chase of Maze
18. Launch
19. Mountain and Sun
20. Very Dangerous
21. Misconception
22. Plans
23. Who is There?
24. Dangerous Game
25. Investigation

## Riconoscimenti
| Anno | Premio               | Categoria                                 | Ricevente     | Risultato       |
| ---- | -------------------- | ----------------------------------------- | ------------- | --------------- |
| 2013 | APAN Star Awards     | Top Excellence Award, Actor               | Lee Joon-gi   | Vincitore/trice |
| 2013 | APAN Star Awards     | Excellence Award, Actress                 | Kim So-yeon   | Vincitore/trice |
| 2013 | APAN Star Awards     | Acting Award, Actor                       | Chun Ho-jin   | Candidato/a     |
| 2013 | APAN Star Awards     | Best Writer                               | So Hyun-kyung | Vincitore/trice |
| 2013 | MBC Drama Awards     | Excellence Award, Actor in a Miniseries   | Lee Joon-gi   | Candidato/a     |
| 2013 | MBC Drama Awards     | Excellence Award, Actress in a Miniseries | Kim So-yeon   | Candidato/a     |
| 2013 | MBC Drama Awards     | Excellence Award, Actress in a Miniseries | Park Ha-sun   | Candidato/a     |
| 2013 | MBC Drama Awards     | Golden Acting Award, Actor                | Jo Min-ki     | Candidato/a     |
| 2014 | Baeksang Arts Awards | Most Popular Actor (TV)                   | Lee Joon-gi   | Candidato/a     |
| 2014 | Baeksang Arts Awards | Most Popular Actress (TV)                 | Park Ha-sun   | Candidato/a     |

## Distribuzioni internazionali
| Paese     | Canale/i       | Prima TV                  | Titolo adottato      |
| --------- | -------------- | ------------------------- | -------------------- |
| Cina      | Star Xing Kong | 9 gennaio-20 gennaio 2014 | 两周 (Due settimane) |
| Hong Kong | Now 101        | 21 marzo-23 aprile 2014   | Two Weeks            |